# Sneddon-Syndrom
Das Sneddon-Syndrom (auch Ehrmann-Sneddon-Syndrom) ist definiert als Kombination einer Livedo racemosa generalisata mit zerebrovaskulären Ereignissen insbesondere Schlaganfällen, vor allem bei zerebraler Mikroangiopathie. Das Sneddon-Syndrom ist eine mehrheitlich beim weiblichen Geschlecht (Gynäkotropie) auftretende Erkrankung (w:m =3:1), die durch eine netzartige Zeichnung der Haut, vorübergehende (transiente) ischämische Attacken (TIA) und Kopfschmerzen charakterisiert ist.
Wichtig ist die physiologische Livedo reticularis (z. B. bei Kälte) von der pathologischen Livedo racemosa zu unterscheiden. Auch ist wichtig, dass die Livedo racemosa mit einer Vielzahl von internistischen und neurologischen Erkrankungen und nicht nur beim Sneddon-Syndrom auftreten kann. Deshalb ist eine intensive differentialdiagnostische Abklärung nötig.
Histopathologisch findet sich eine Proliferation der unter der Gefäßinnenhaut gelegenen (subintimal) glatten Muskelzellen in mittelgroßen Arterien, wodurch es zum Gefäßverschluss kommt.
In 20 % der Fälle lassen sich im Serum der Patienten Autoantikörper nachweisen, die sogenannten Anti-Phospholipid-Antikörper.
Es liegen keine größeren Studien zu Therapien vor, die Therapieansätze beruhen auf Expertenmeinung.